# 羽沢南
羽沢南（はざわみなみ）は、神奈川県横浜市神奈川区の町名。現行行政地名は羽沢南一丁目から羽沢南四丁目。住居表示実施済み区域。

## 地理
神奈川区の南西部に位置し、東に横浜市保土ケ谷区常盤台、峰沢町、西に保土ケ谷区上星川と保土ケ谷区東川島町、南に保土ケ谷区釜台町、北に羽沢町と接している。

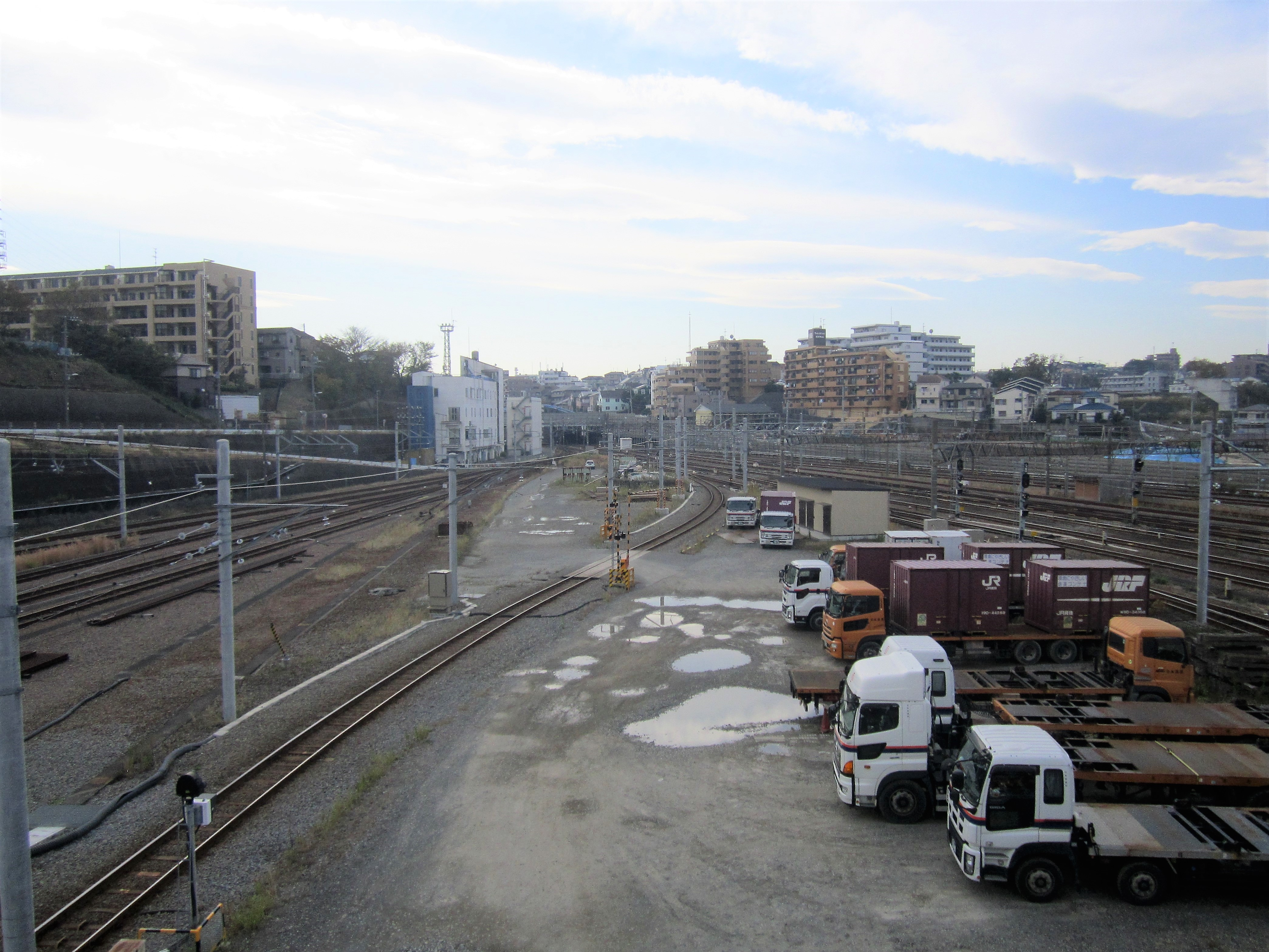
羽沢南一丁目・二丁目（手前は羽沢町の横浜羽沢駅）

### 面積
面積は以下の通りである。
| 丁目         | 面積（km²） |
| ------------ | ----------- |
| 羽沢南一丁目 | 0.164       |
| 羽沢南二丁目 | 0.192       |
| 羽沢南三丁目 | 0.110       |
| 羽沢南四丁目 | 0.078       |
| 計           | 0.544       |

### 地価
住宅地の地価は、2025年（令和7年）1月1日の公示地価によれば、羽沢南3-9-11の地点で24万6000円/m²となっている。

## 歴史

### 沿革
- 2006年（平成18年）10月23日 - 羽沢町の一部から新設[7]。併せて住居表示を実施[8][9]。
- 2019年（令和元年）11月30日 - 羽沢横浜国大駅が開業。

### 町名の変遷
| 実施後       | 実施年月日                 | 実施前（各町名ともその一部） |
| ------------ | -------------------------- | ---------------------------- |
| 羽沢南一丁目 | 2006年（平成18年）10月23日 | 羽沢町（一部）               |
| 羽沢南二丁目 | 2006年（平成18年）10月23日 | 羽沢町（一部）               |
| 羽沢南三丁目 | 2006年（平成18年）10月23日 | 羽沢町（一部）               |
| 羽沢南四丁目 | 2006年（平成18年）10月23日 | 羽沢町（一部）               |

## 世帯数と人口
2025年（令和7年）6月30日現在（横浜市発表）の世帯数と人口は以下の通りである。
| 丁目         | 世帯数    | 人口    |
| ------------ | --------- | ------- |
| 羽沢南一丁目 | 1,224世帯 | 2,219人 |
| 羽沢南二丁目 | 1,468世帯 | 2,933人 |
| 羽沢南三丁目 | 713世帯   | 1,419人 |
| 羽沢南四丁目 | 387世帯   | 747人   |
| 計           | 3,792世帯 | 7,318人 |

### 人口の変遷
国勢調査による人口の推移。
| 年                 | 人口  |
| ------------------ | ----- |
| 2010年（平成22年） | 6,857 |
| 2015年（平成27年） | 6,808 |
| 2020年（令和2年）  | 6,700 |

### 世帯数の変遷
国勢調査による世帯数の推移。
| 年                 | 世帯数 |
| ------------------ | ------ |
| 2010年（平成22年） | 3,119  |
| 2015年（平成27年） | 3,297  |
| 2020年（令和2年）  | 3,316  |

## 学区
市立小・中学校に通う場合、学区は以下の通りとなる（2024年11月時点）。
| 丁目         | 番地 | 小学校               | 中学校                 |
| ------------ | --- | -------------------- | ---------------------- |
| 羽沢南一丁目 | 47番1号 | 横浜市立羽沢小学校   | 横浜市立菅田中学校     |
| 羽沢南一丁目 | 25番、29〜46番 47番9〜29号、48番                                                                              | 横浜市立上星川小学校 | 横浜市立保土ケ谷中学校 |
| 羽沢南一丁目 | 1〜24番、26〜28番                                                                                             | 横浜市立常盤台小学校 | 横浜市立保土ケ谷中学校 |
| 羽沢南二丁目 | 1番1〜20号 3番22号 8番19〜25号 8番32〜38号 9番〜10番36号                                                      | 横浜市立常盤台小学校 | 横浜市立保土ケ谷中学校 |
| 羽沢南二丁目 | 1番21〜23号、2番〜3番21号 4番〜8番15号、10番37〜76号 11番1・8〜11・16号 12番〜17番11号、17番13〜24号 18〜44番 | 横浜市立上星川小学校 | 横浜市立保土ケ谷中学校 |
| 羽沢南三丁目 | 全域 | 横浜市立上星川小学校 | 横浜市立保土ケ谷中学校 |
| 羽沢南四丁目 | 全域 | 横浜市立上星川小学校 | 横浜市立保土ケ谷中学校 |

## 事業所
2021年（令和3年）現在の経済センサス調査による事業所数と従業員数は以下の通りである。
| 丁目         | 事業所数 | 従業員数 |
| ------------ | -------- | -------- |
| 羽沢南一丁目 | 21事業所 | 155人    |
| 羽沢南二丁目 | 19事業所 | 108人    |
| 羽沢南三丁目 | 18事業所 | 116人    |
| 羽沢南四丁目 | 9事業所  | 38人     |
| 計           | 67事業所 | 417人    |

### 事業者数の変遷
経済センサスによる事業所数の推移。
| 年                 | 事業者数 |
| ------------------ | -------- |
| 2016年（平成28年） | 54       |
| 2021年（令和3年）  | 67       |

### 従業員数の変遷
経済センサスによる従業員数の推移。
| 年                 | 従業員数 |
| ------------------ | -------- |
| 2016年（平成28年） | 299      |
| 2021年（令和3年）  | 417      |

## 施設
二丁目に羽沢横浜国大駅がある。横浜羽沢駅（貨物駅、羽沢町所在）に隣接。

## 交通

### 鉄道
- 相模鉄道・JR東日本
  - 羽沢横浜国大駅（相鉄新横浜線〈相鉄・JR直通線、相鉄・東急直通線〉）

### バス
神奈川中央交通新横浜駅前-保土ケ谷駅西口路線（121系統）が通る。

## その他

### 日本郵便
- 郵便番号 : 221-0866[3]（集配局：神奈川郵便局[16]）

### 警察
町内の警察の管轄区域は以下の通りである。
| 丁目         | 番・番地等 | 警察署       | 交番・駐在所 |
| ------------ | ---------- | ------------ | ------------ |
| 羽沢南一丁目 | 全域       | 神奈川警察署 | 羽沢交番     |
| 羽沢南二丁目 | 全域       | 神奈川警察署 | 羽沢交番     |
| 羽沢南三丁目 | 全域       | 神奈川警察署 | 羽沢交番     |
| 羽沢南四丁目 | 全域       | 神奈川警察署 | 羽沢交番     |